# Fresno de Cantespino
Fresno de Cantespino es un municipio y villa española de la provincia de Segovia, en la comunidad autónoma de Castilla y León.

## Toponimia
Es conocida la opinión según la cual los nombres de Cantalapiedra, Cantaracillo, Cantalpino, Cantimpalos, Cansoles y similares se originan a partir de una forma proclítica *can ‘campo’, como ya señaló Julio González, Riesco Chueca se adhiere a la propuesta de Julio González, ofreciendo una panorámica general e introduciendo algunas matizaciones semánticas que explican la alta concentración espacial del los topns. Canta- en la antigua frontera entre Castilla y León, un hecho que ya había llamado la atención de Ángel Barrios.
Julio González interpretaba la toponimia de campo en la región allende el Duero como alusiva a terrenos fértiles, aptos para la labor, pero abandonados tras las guerras (“campos inicialmente incultos, no vinculados solo para pastos”), que llamarían la atención de los ganaderos y caballeros repobladores en el s. X. No obstante, y sobre todo para los topónimos fronterizos, Riesco sospecha en estos nombres una referencia más militar que agrícola, en la que *cam, *can estén por ‘campo de batalla, línea defensiva’. Estos pueblos se sitúan en la frontera entre Castilla y León, donde fueron frecuentes las refriegas militares; Cantalapiedra y Cantaracillo contaron con torres fortificadas. A la vista de estos datos y dada la alta concentración de topns. Canta-, Cande- (< cam[po] de) en las fronteras de Castilla, es probable que hagan referencia a lugares de batalla o puntos de alta tensión fronteriza. El carácter de emblema en los determinativos (piedra, arcillo, pino, sol, espina) parece entroncar con la tradición heráldica de ligar la memoria de una batalla a una circunstancia anecdótica. En otros casos, sin embargo, habrá de interpretarse campo en su acepción toponímica más común: tierra desarbolada, rasa.
En el presente caso, la importante y celebrada batalla que tuvo lugar en 1110 cerca de Fresno ilustra la verosimilitud de esta hipótesis.

## Geografía

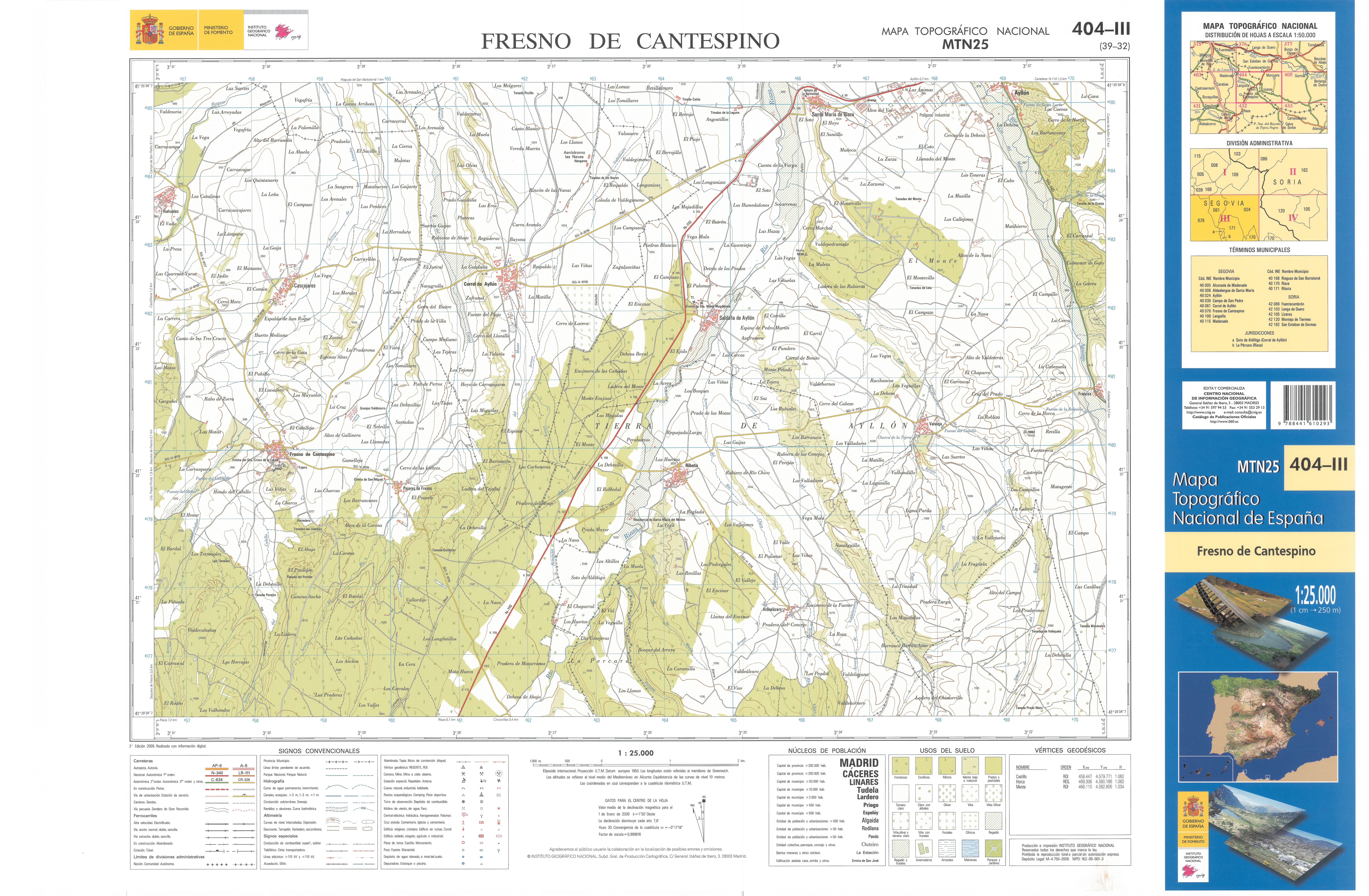
Fragmento de la hoja 403 del Mapa Topográfico Nacional de España de 2014 en el que se representa parte de Fresno de Cantespino

Integrada en la antigua Comunidad de Villa y Tierra de Fresno de Cantespino, se sitúa a 85 kilómetros de la capital segoviana. El término municipal está atravesado por la carretera nacional N-110 entre los pK 108 y 112. 
El relieve del municipio es predominantemente llano, pero se encuentra a elevada altitud por la cercanía de la sierra de Ayllón. El río Riaza cruza el término municipal en las proximidades de Cinco Villas y de Gomeznarro. La altitud oscila entre los 1120 metros al sur y los 955 metros al norte. El pueblo se alza a 1037 metros sobre el nivel del mar (1060 m s. n. m. en el cerro del Castillo).
| Noroeste: Bercimuel       | Norte: Campo de San Pedro y Riaguas de San Bartolomé | Noreste: Corral de Ayllón       |
| Oeste: Sequera de Fresno  |                                                      | Este: Corral de Ayllón y Ribota |
| Suroeste: Riaza (exclave) | Sur: Comunidad de Sepúlveda-Riaza                    | Sureste: Riaza (exclave)        |

### Núcleos de población
La villa es Cabeza de Municipio, compuesto asimismo por las siguientes pedanías:
- Cascajares (municipio agregado en 1970)[5][6]
- Castiltierra
- Cincovillas (perteneciente al antiguo municipio de Pajares de Fresno)
- Gomeznarro (perteneciente al antiguo municipio de Pajares de Fresno)
- Pajares de Fresno (municipio agregado en 1970)[5][6]
- Riahuelas (municipio agregado en 1977)[5][7]

En 2002 se comenzó el desarrollo urbanístico de Prado Pinilla, de aproximadamente 600 parcelas de uso principalmente temporal o vacacional.

## Historia

### Inicios
Los vestigios históricos de esta villa son amplios, lo que hace pensar que en otros tiempos tuvo cierta relevancia. Además de restos romanos como la fuente denominada El Cubillo, que ha proporcionado agua a los habitantes hasta bien entrado el siglo XX, son numerosos los restos de origen visigodo encontrados en su término municipal. Un ejemplo de ello es la necrópolis visigoda localizada en Castiltierra, pedanía de Fresno, que fue objeto de una excavación arqueológica en 1941 y cuyos objetos, muchos de gran valor, se encuentran en el museo Arqueológico de Madrid.

### Edad Media
La villa tuvo su pleno apogeo en la Edad Media, cuando llegó a ser cabeza de arciprestazgo y se le otorgó el título de Comunidad de Villa y Tierra. En 1002 tuvo lugar una batalla en el paraje denominado «El Corporario» contra los árabes, preludio de la derrota de los mismos en Calatañazor, a raíz de la cual se crea el Condado del Campo de la Espina o Candespina. En conmemoración de dicha batalla se construyó la ermita del Cristo del Corporario (cerca de Castiltierra), donde se celebra anualmente una muy popular Romería el día anterior a Pentecostés.
Aparece citado en documentos como Campo de Spina en 1107 y como Frexno en 1247.
En el cerro del Castillo pueden aún observarse los restos de una fortaleza medieval que perteneció a Don Gómez González de Salvadórez, conde de Candespina, personaje de gran relevancia en la época. En ella se refugió Urraca I de León, antes de su derrota en la batalla del Campo de las Espinas contra su propio marido Alfonso I de Aragón y el conde Enrique de Portugal, en 1110, acontecimiento en el cual el conde perdió la vida.
Desde 1122 a 1136 el rey Alfonso VII el Emperador firmó varios documentos en Fresno, lo que indica su estancia en algunas temporadas en la villa. Lo separó de Sepúlveda, a la que pertenecía hasta entonces, y le concedió de título de villa y fuero propio. Las disputas territoriales por la posesión de montes y prados con las vecinas Sepúlveda y Riaza se sucedieron desde el siglo XIII a 1925, cuando recibió poco más de un 10 % de aquellos.

### Eṕocas posteriores
Su declive comenzó en el siglo XVI. En el diccionario geográfico-estadístico de España (1826) se describe:
FRESNO DE CANTESPINO:
V.S. de España, provincia, partido y obispado de Segovia, tierra del Fresno. A.O., 88 vec., 405 habitantes, 1 parroquia, 1 pósito. Sit. en una altura, de clima bastante frío por tener su exposición al N. y O. Produce trigo, cebada, centeno y avena; cría de ganado lanar, cabrio y mular. Dista 12 leg. de la capital. Contribuye 5,756 rs. 12 mrs. Derechos enagenados 843 rs. 11 mrs.
Formado tradicionalmente por las poblaciones de Castiltierra, Cincovillas y  Gomeznarro, el municipio absorbió en 1970 Cascajares y Pajares de Fresno y en 1978 Riahuelas.

## Demografía
Cuenta con una población de 288 habitantes (INE 2024).
| Gráfica de evolución demográfica de Fresno de Cantespino entre 1842 y 2021 |
| |
| Población de derecho según los censos de población del INE Población de hecho según los censos de población del INEEntre el censo de 1857 y el anterior, crece el término del municipio porque incorpora a Castiltierra Entre el censo de 1970 y el anterior, crece el término del municipio porque incorpora a Cascajares y Pajares del Fresno Entre el censo de 1981 y el anterior, crece el término del municipio porque incorpora a Riahuelas |

### Población por núcleos
Desglose de población según el Padrón Continuo por Unidad Poblacional del INE.
| Núcleos                    | Habitantes (2024) | Notas |
| -------------------------- | ----------------- | --- |
| Fresno de Cantespino       | 107               | Capital del municipio.                                                                                            |
| Cascajares                 | 25                | Municipio independiente hasta 1970.                                                                               |
| Castiltierra               | 4                 | Municipio independiente hasta aproximadamente 1857.                                                               |
| Cinco Villas               | 6                 | Municipio independiente hasta aproximadamente 1857 en que se incorporó al extinto municipio de Pajares de Fresno. |
| Pajares de Fresno          | 13                | Municipio independiente hasta 1970.                                                                               |
| Riahuelas                  | 14                | Municipio independiente hasta 1977.                                                                               |
| Gomeznarro                 | 8                 | Municipio independiente hasta aproximadamente 1857 en que se incorporó al extinto municipio de Pajares de Fresno. |
| Urbanización Prado Pinilla | 113               | Urbanización creada en 2002.                                                                                      |

## Símbolos
El emblema de la localidad está formado por un escudo de armas de fondo verde sobre el que se muestra un árbol espinoso con tantas ramas como lugares correspondían a la Tierra de Campos de la Espina o Candespina, protegido a los flancos por dos leones rampantes con facciones casi humanas y rematado con la corona real que usara Alfonso VII. Su uso como escudo heráldico municipal de la Villa fue autorizado por Decreto del Consejo de Ministros de 18 de diciembre de 1949.[cita requerida]

## Administración y política
Lista de alcaldes
| Periodo   | Nombre                   | Partido | Partido   |
| --------- | ------------------------ | ------- | --------- |
| 1979-1983 | Aurelio Vázquez Martín   |         | UCD       |
| 1983-1987 | Aurelio Vázquez Martín   |         | AP-PDP-UL |

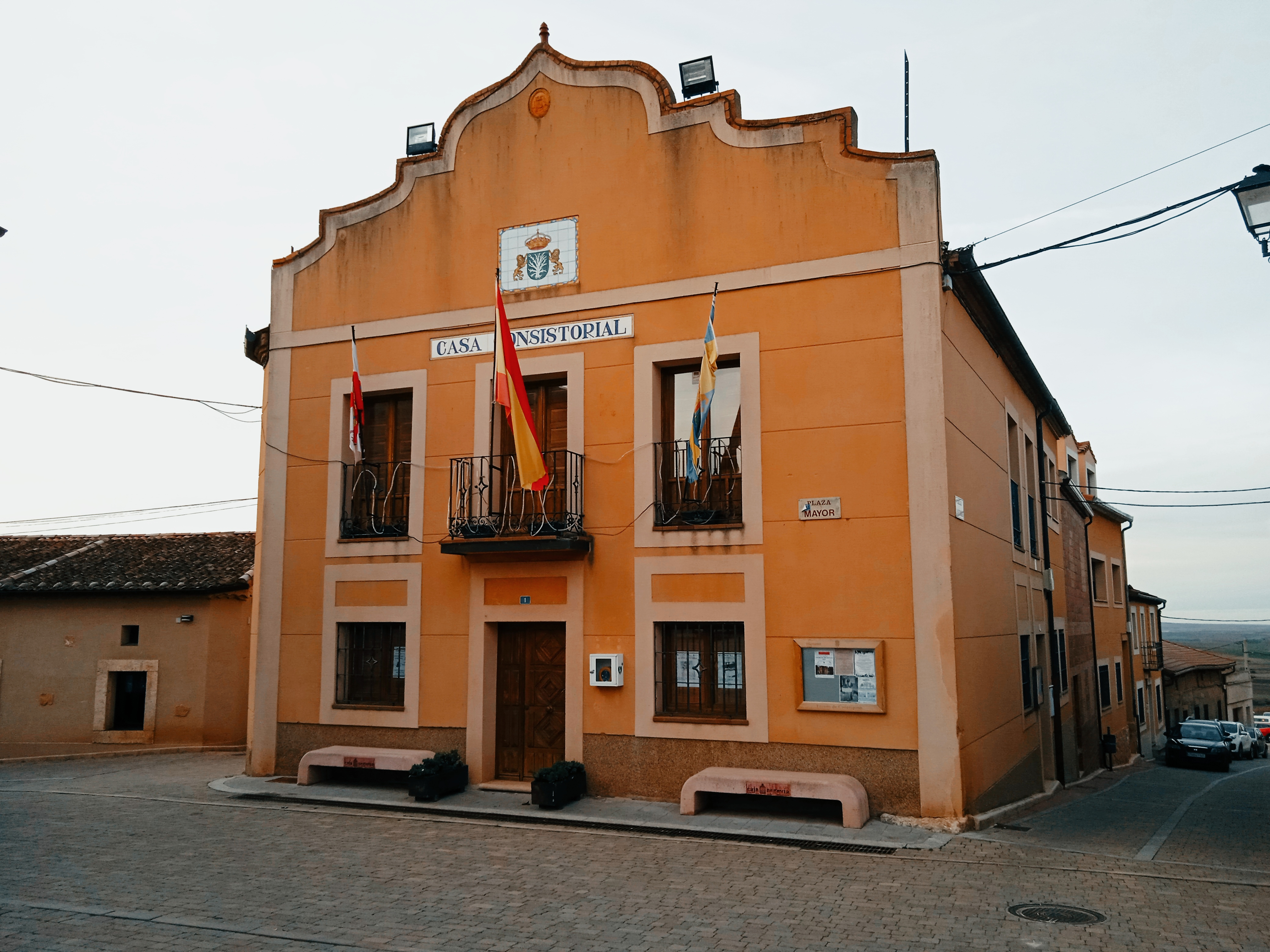
Casa consistorial, sede del Ayuntamiento, situada en la plaza Mayor

| 1987-1991 | Rafael Fernández Martín  |         | PSOE      |
| 1991-1995 | Rafael Fernández Martín  |         | PSOE      |
| 1995-1999 | Rafael Fernández Martín  |         | PP        |
| 1999-2003 | Rafael Fernández Martín  |         | PP        |
| 2003-2007 | Rafael Fernández Martín  |         | PP        |
| 2007-2011 | Rafael Fernández Martín  |         | PP        |
| 2011-2015 | Rafael Fernández Martín  |         | PP        |
| 2015-2019 | Rafael Fernández Martín  |         | PP        |
| 2019-2023 | Nicolás Guijarro Ramírez |         | PP        |
| 2023-act. | Nicolás Guijarro Ramírez |         | PP        |

Elecciones a la Diputación Provincial
El municipio pertenece al distrito electoral del partido judicial de Riaza en la Diputación Provincial de Segovia.

## Cultura

### Patrimonio

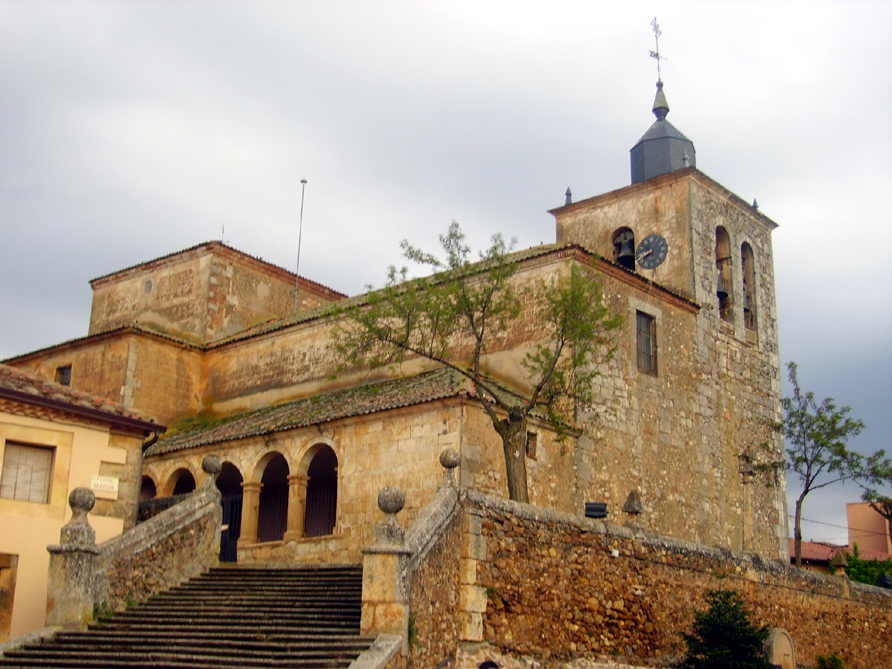
Iglesia de San Nicolás de Bari

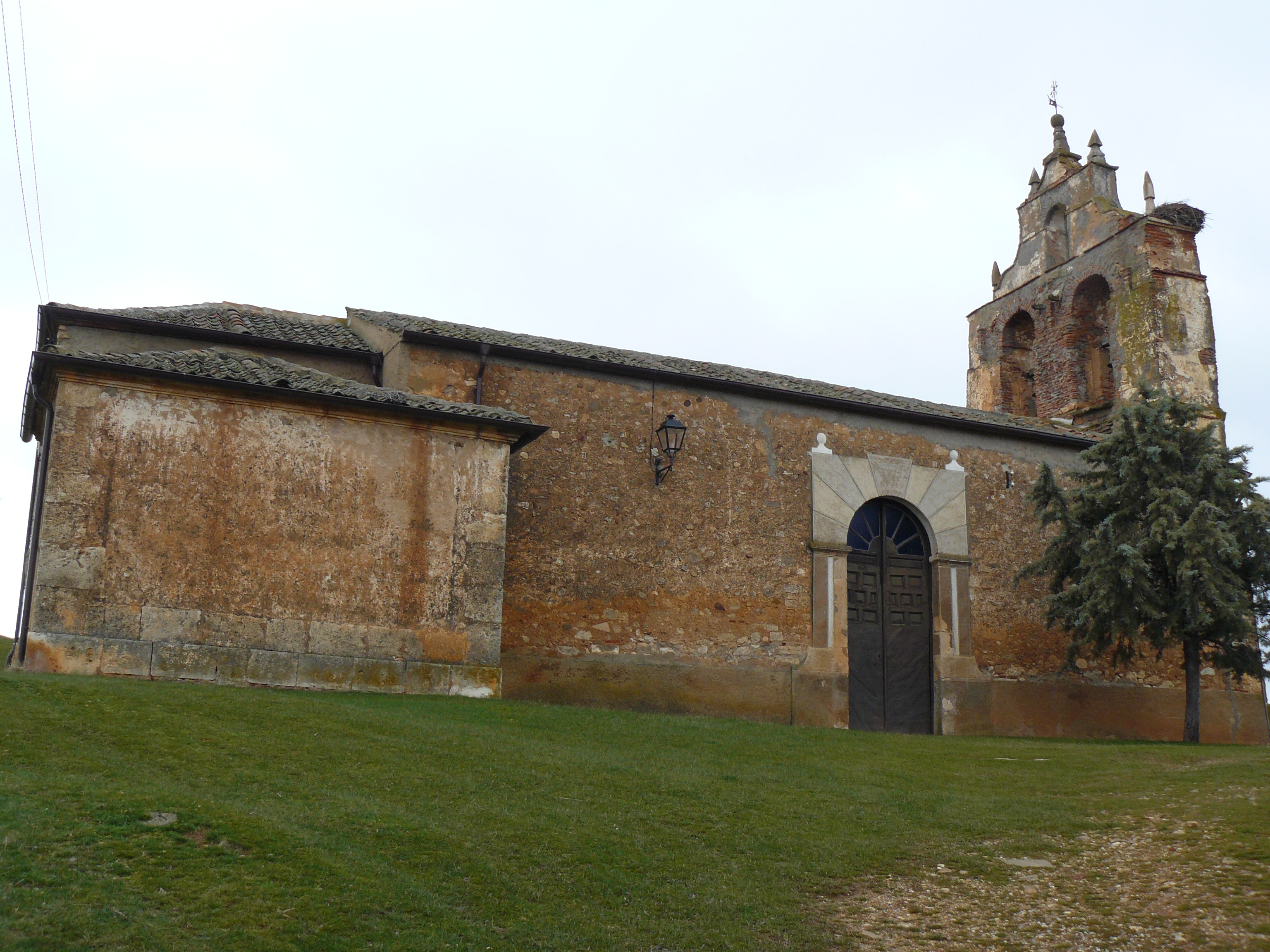
Ermita de la Cerca, en colina que domina la población

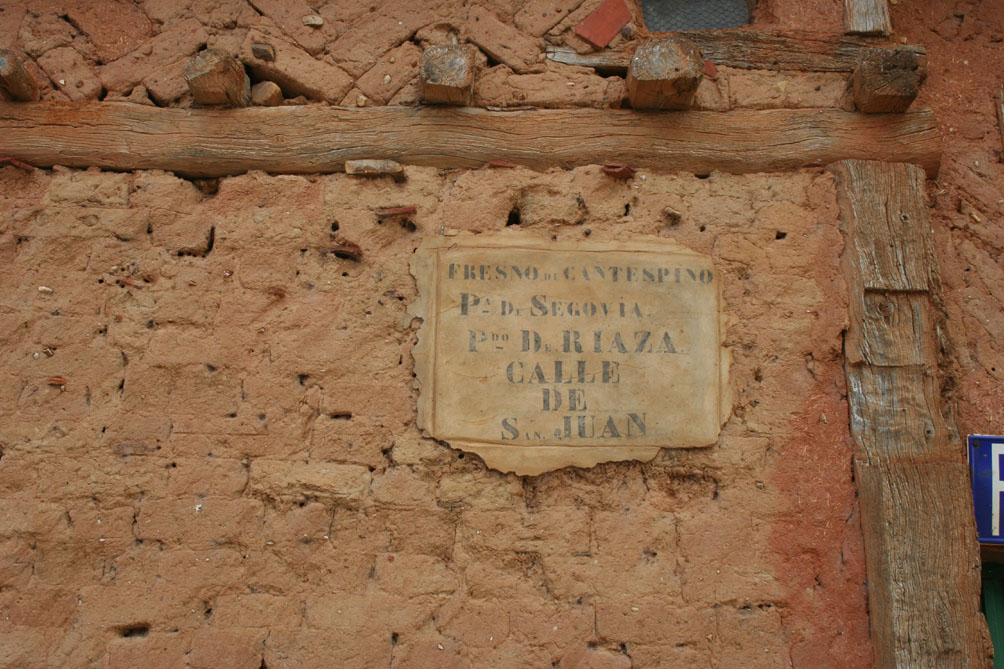
Cartel antiguo de calle

La arquitectura tradicional de la Villa se compone fundamentalmente de edificaciones realizadas con adobe (barro y paja) y madera, proporcionando a los edificios un color similar al de los campos que la rodean, rojos por el alto contenido en hierro de la tierra. Resalta como curiosidad la disposición en los tejados de una sola fila de las tejas de tipo árabe.
Entre los edificios singulares cabe destacar:
- Iglesia de San Nicolás de Bari. La iglesia mayor de Fresno fue realizada en honor al patrón del municipio. De origen románico, con planta de cruz latina, fue objeto de posteriores modificaciones y ampliaciones desde el siglo XVI al siglo XVIII. Su mayor tesoro es su pila bautismal de estilo románico y su retablo barroco, de tres calles y realizado por el sepulvedano Andrés de Moratinos en 1743 y dorado en 1767. Su esbelta torre aporta un bello perfil a la Villa que puede verse a kilómetros de distancia. Cuenta con un pórtico de cuatro arcos de medio punto, en el que se encuentran restos de esculturas románicas y tres pilas bautismales de localidades cercanas. En el interior se encuentras varios cuadros del santo, pintados también en 1767. El cáliz y la caja portaviático de la parroquia, obra del maestro platero de Peñafiel Miguel del Castillo.

- Ermita del Santo Cristo de la Cerca. Realizada junto a las antiguas murallas de la fortaleza a las cuales debe su nombre, es un templo de una única nave de mampostería. Se conoce su existencia desde al menos 1663, pero probablemente su origen es la capilla del desaparecido castillo. En su interior se guarda una imagen de Cristo crucificado, denominado Santo Cristo de la Cerca que data de 1706, de gran belleza y dimensiones, al cual los habitantes prestan gran devoción y es parte fundamental de las procesiones de las fiestas patronales. Fue obra de Francisco de la Vega, miembro de la escuela de Alonso Cano y sustituyó a otra más antigua, desaparecida. Contaba antiguamente además con otra imagen, la de Nuestra Señora de la Cerca. Por el exterior, se aprecia su cabecera cuadrada y una espadaña situada a poniente. En el interior se encuentra un coro, el techo de artesonado, dos cuadros representando a San Francisco y a María Magdalena, dos retablos neoclásicos menores y uno mayor del mismo estilo.

- En el cerro de El Castillo, las ruinas de la antigua fortaleza de origen islámico que fueron parcialmente recuperadas en excavación arqueológica en 2018.

- Al norte de la población se encuentra también un crucero con dos imágenes, de Cristo y la Virgen, elemento muy extendido en la región en los siglos XVI y XVII, siglo este último del que data el crucero de Fresno.

### Fiestas
- Romería del Cristo del Corporario, veinte días después de Pentecostés, en conjunto con el resto de núcleos del municipio.

- Romería del Santo Cristo de la Cerca, el segundo domingo de mayo.

- Fiestas patronales en honor de San Nicolás de Bari, el segundo domingo de septiembre. Cabe destacar sus procesiones multitudinarias y su tradicional desfile de disfraces.

### Gastronomía
Además del tradicional cordero lechal segoviano, asado en horno de leña únicamente con agua y sal, son muy apreciadas y conocidas sus codornices estofadas, denominadas "Codornices a la Fresnense".
Igualmente son típicos los productos de la matanza del cerdo, como el chorizo, picadillo, morcilla, etc.

### Artesanía
Fresno ha tenido a lo largo de la historia una amplia y reconocida tradición alfarera, desarrollada de forma familiar, llegando a tener la Villa a mediados del siglo xviii hasta 8 familias dedicadas a la alfarería, todas provenientes de la misma rama familiar. La necesidad de aumentar las posibilidades de venta de las piezas realizadas obligaba a los alfareros a acudir a las ferias o mercados del entorno, actividad que aún hoy se mantiene.
La industrialización y la aparición del plástico amenazó seriamente esta actividad aunque actualmente aún queda una familia dedicada a este noble oficio, la cual realiza artesanalmente piezas rústicas con arcilla autóctona, caracterizada por el color rojizo de las tierras ferruginosas del entorno.